# Häfen Bad Essen
Die Häfen Bad Essen umfassen fünf Anlandungsstellen und zwei Yachthäfen auf dem Gebiet der Gemeinde Bad Essen im Landkreis Osnabrück, Niedersachsen.

## Geographie
- Karte mit allen Koordinaten:
- OSM |
- WikiMap

Die Häfen Bad Essens liegen an sieben räumlich getrennten Standorten nördlich und nordwestlich des Ortskernes auf einer Höhe von 50,3 m ü. NN an der Bundeswasserstraße Mittellandkanal (MLK).
| Lage: Gewässer – km | Hafen:   | Beschreibung       | Kailänge                          | Ausstattung                                                    |
| ------------------- | -------- | ------------------ | --------------------------------- | -------------------------------------------------------------- |
| MLK 58,7 Nord       | Lände ⊙  | Wehrendorfer Hafen | 230 m, gespundet + 160 m geböscht | 1 Containerbrücke, Hallen- und Freilagerflächen, Bahnanschluss |
| MLK 60,85 Nord      | Lände ⊙  | Betriebslände Nord | 110 m, gespundet                  | Betriebslände, kein Umschlag                                   |
| MLK 60,92 Süd       | Lände ⊙  | Betriebslände Süd  | 60 m, gespundet                   | Betriebslände, kein Umschlag                                   |
| MLK 61,2 Süd        | Lände ⊙  | Alter Kraner       | 90 m, gespundet                   | Mobilkran, historisches Lagerhaus und Freilagerflächen         |
| MLK 61,3 Süd        | Marina ⊙ | neuer Yachthafen   | 60 m, × 40 m, gespundet           | Freizeitschifffahrt, Liegeplätze                               |
| MLK 61,95 Süd       | Lände ⊙  | Lände Kuhweg       | 195 m, gespundet                  | Fahrgastschifffahrt                                            |
| MLK 62,1 Nord       | Marina ⊙ | Yachthafen 1963    | 50 m, × 35 m, gespundet           | Freizeitschifffahrt, Liegeplätze                               |

## Geschichte
Um 1914 erreichte der Mittellandkanal Bad Essen und die erste Lände, hauptsächlich für den Umschlag von Baustoffen, Agrarprodukten und Kohle entstand am alten Kraner.
Allerdings war der Kanal zunächst nur nach Westen hin schiffbar. Ein merklicher Anstieg der Umschlagsmengen konnte ab 1916 erzielt werden, als die Durchstiche des Mittellandkanales nach Hannover im Osten und des Stichkanal Osnabrücks nach Süden hin erfolgten und konnten in den Folgejahren trotz des Ersten Weltkrieges und der Weltwirtschaftskrise weiter gesteigert werden. 

In der Zwischenkriegszeit und während des Zweiten Weltkrieges wurde der Hafen bis in die 1950er Jahre hauptsächlich für die Forst- und Agrarwirtschaft und den Binnenbedarf, beispielsweise mit Kohle und Baustoffen genutzt.
In den 1960er Jahren wurden im Zuge von Ertüchtigung und Ausbauarbeiten des Kanales neue Umschlagstellen westlich, außerhalb des Ortskernes erschlossen und ab 1963 verdrängte die Freizeitschifffahrt allmählich den gewerblichen Güterumschlag aus der Ortsmitte. Seit der Eingemeindung Wehrendorfs 1972 ist in Bad Essen ein trimodaler Güterumschlag Schiff/Schiene/Straße möglich, da in dem Wehrendorfer Hafen ein Ausziehgleis bis direkt auf den Kai führt.

2015 wurde innenstadtnah ein zweiter Sportboothafen eröffnet und die neue Ortsmitte wird geplant.

## Verkehr
Gemeindestraßen verbinden die Häfen zu der Bundesstraße 65 hin. Im ÖPNV werden alle Hafenteile in zumutbarer Entfernung versorgt. 
Die Lände Wehrendorf ist mit einem Ausziehgleis von der Wittlager Kreisbahn an das Schienennetz der Deutschen Bahn angebunden.